# Cafeteira moka

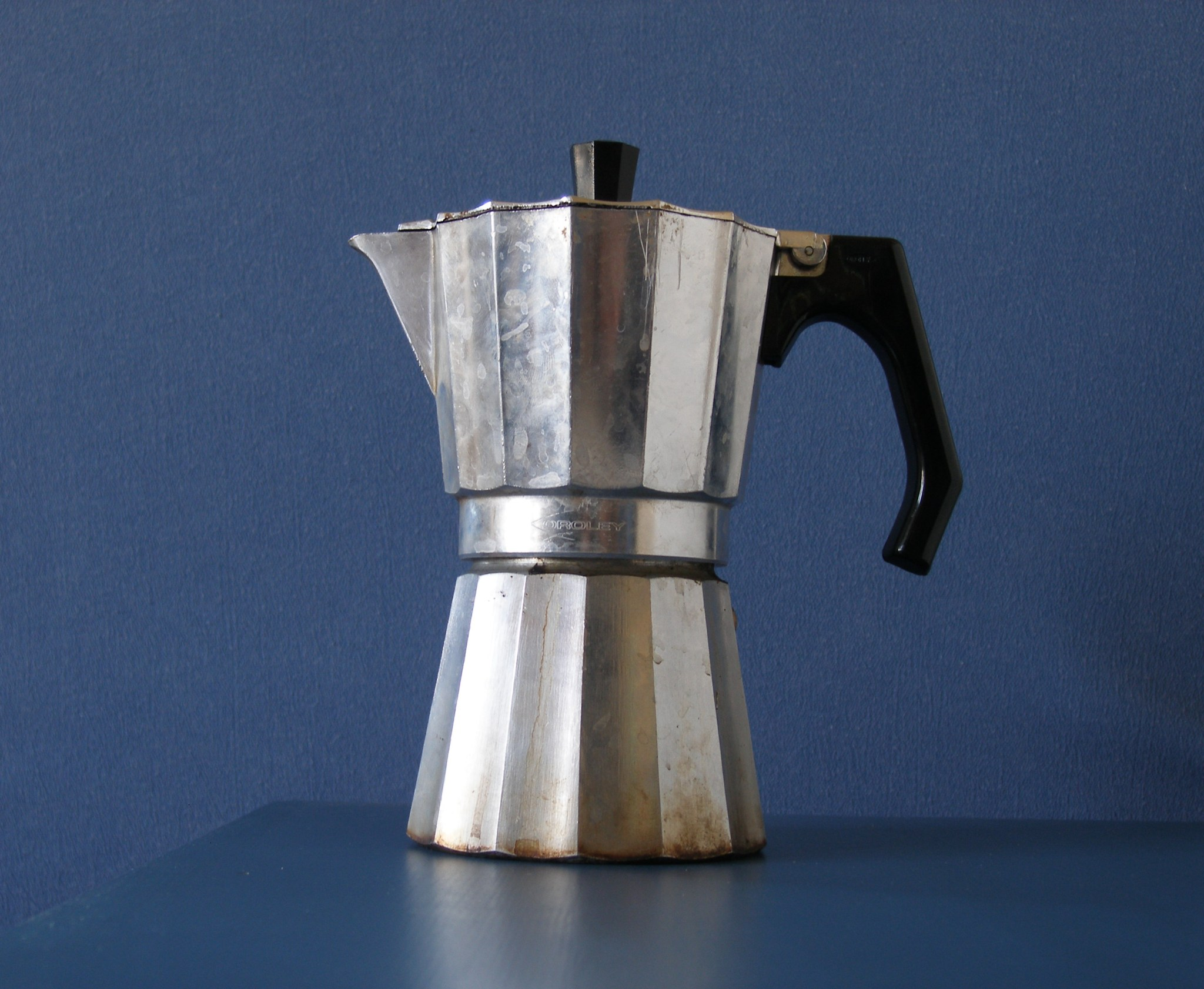
Modelo de cafeteira moka

A cafeteira italiana ou cafeteira moka é uma cafeteira à pressão que elabora o café por meio de vapor de água. O invento foi patenteado pelo inventor Luigi De Ponti em nome de Alfonso Bialetti em 1933, cuja empresa, Bialetti continua produzindo o mesmo modelo, denominado "Moka Express".
A cafeteira moka é popular na Europa e existe em diferentes tamanhos, que podem preparar entre 1 e 18 xícaras de 50 ml. O desenho original era de alumínio com alça de baquelite.

## Uso da cafeteira moka

A: O recipiente inferior contém água. Quando o recipiente esquenta a pressão aumenta, impelindo água para C através de B.
B: Funil com café,
C: Recipiente coletor de café

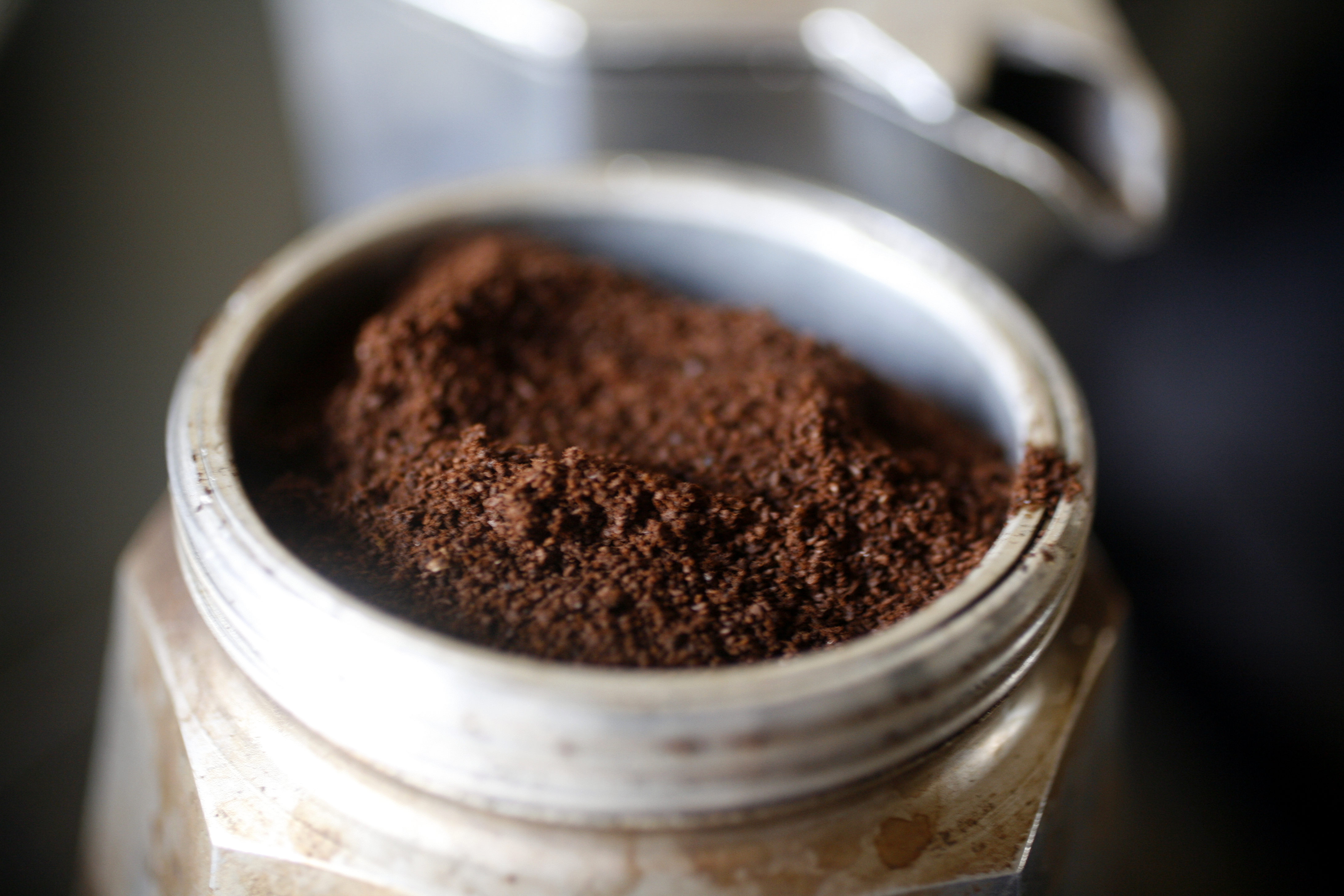
Funil com café moído

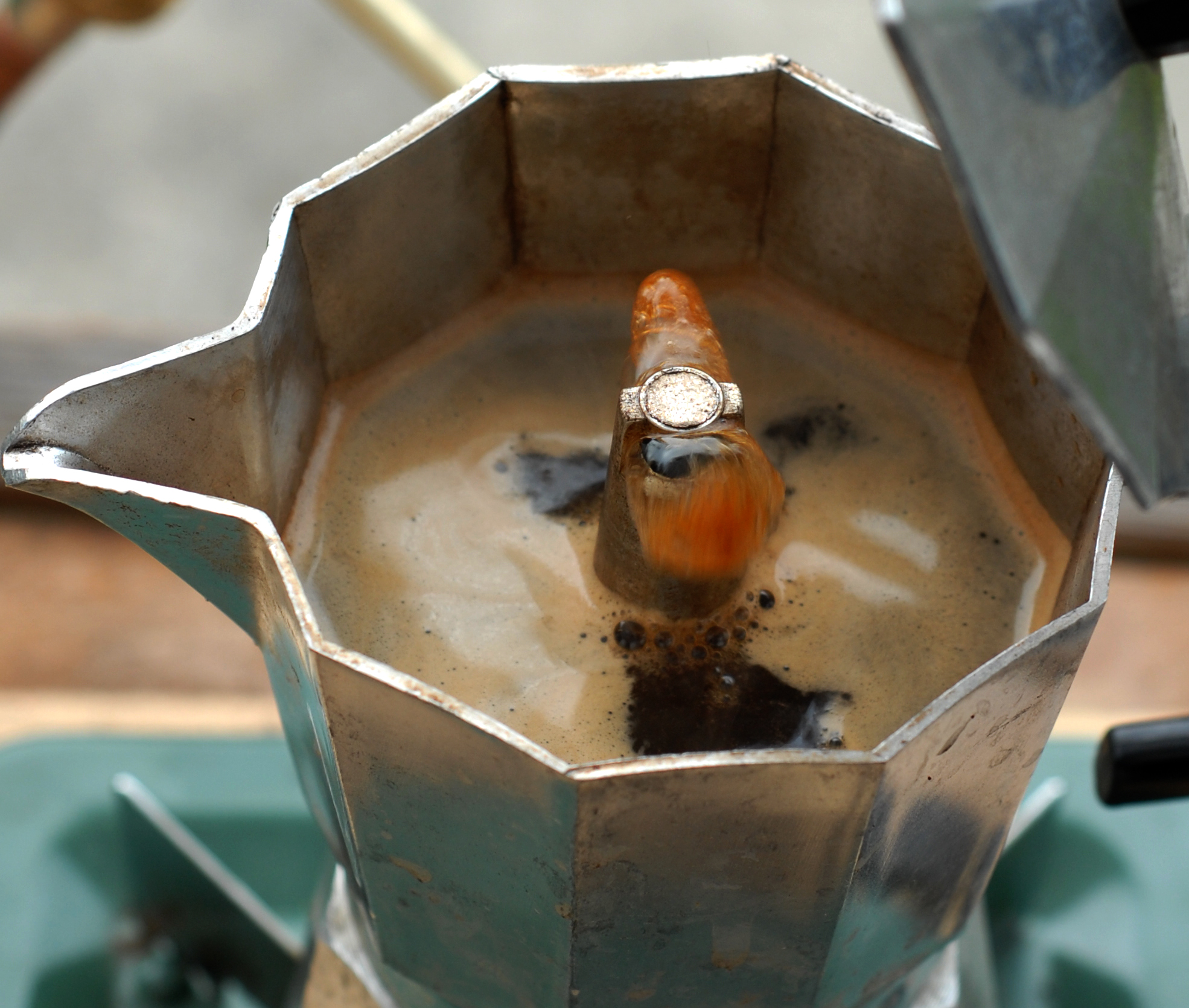
Café em preparo

Preencher o recipiente inferior (marcado no diagrama com A) com água quase até a válvula de segurança e colocar o filtro de metal em forma de funil (B). Adicionar o café moído fino ao filtro como se mostra na imagem inferior. A parte superior (C, que contém outro filtro de metal na base) se enrosca firmemente à base. Colocar a cafeteira em uma fonte de calor de forma que a água esquente até o ponto de ebulição, formando vapor na parte inferior. Uma junta mecânica assegura que a unidade está hermeticamente fechada permitindo o aumento de pressão no recipiente inferior, onde se encontra a válvula de segurança, que liberará pressão, caso esta seja muito elevada (algo que não deve ocorrer se os filtros não estiverem obstruídos). Para melhorar o resultado, preencher o filtro completo com café e aplicar calor médio ou médio-alto.
O vapor termina alcançando uma pressão suficientemente alta para forçar o resto de água fervente atravessar o funil, passando pelo café moído e terminando assim no recipiente superior (C), onde se acumula o café. Quando o recipiente inferior está quase vazio, borbulhas de vapor se misturam com a água ascendente, produzindo um característico chiado.

## Café moka em comparação ao café coado
O sabor do café expresso de uma cafeteira sobre uma fonte de calor depende grandemente do grão de café, o ponto de torra, a finura da moagem e o nível de calor utilizado. Dado que se gera pressão, a mistura de água e vapor alcança temperaturas superiores aos 100 °C, extraindo assim maior quantidade de óleo do café, fazendo com que fique mais encorpado o sabor do que nas cafeteiras de coar.
Existe a ideia de que o expresso é uma bebida com, além de maior sabor, mais cafeína. No entanto, o café coado, ao ter maior tempo de exposição do café à água, também extrai uma quantidade importante de cafeína.

## Manutenção
Neste tipo de cafeteira é necessário que se substitua periodicamente o aro de borracha, assim como o filtro e que se verifique que a válvula de segurança não esteja obstruída.
Depois do seu uso, pode-se observar uma fina camada oleosa residual do café nos recipientes. Com frequência,  é recomendável conservar esta película, pois em muitos casos evita o contato entre o café e a parede de alumínio, que pode dotar ao café um ligeiro sabor metálico. Depois de seu uso, a cafeteira deve ser limpa profundamente, utilizando para isso água quente ou fervendo, mas sem sabão ou detergentes, que podem danificar a capa residual.

## Variações e marcas
Este tipo de cafeteira geralmente é fabricada com alumínio para seu esquentamento com um fogo aberto ou com fogão a gás ou elétrico. No entanto, devido ao seu material, não pode ser utilizada em fogões de indução.

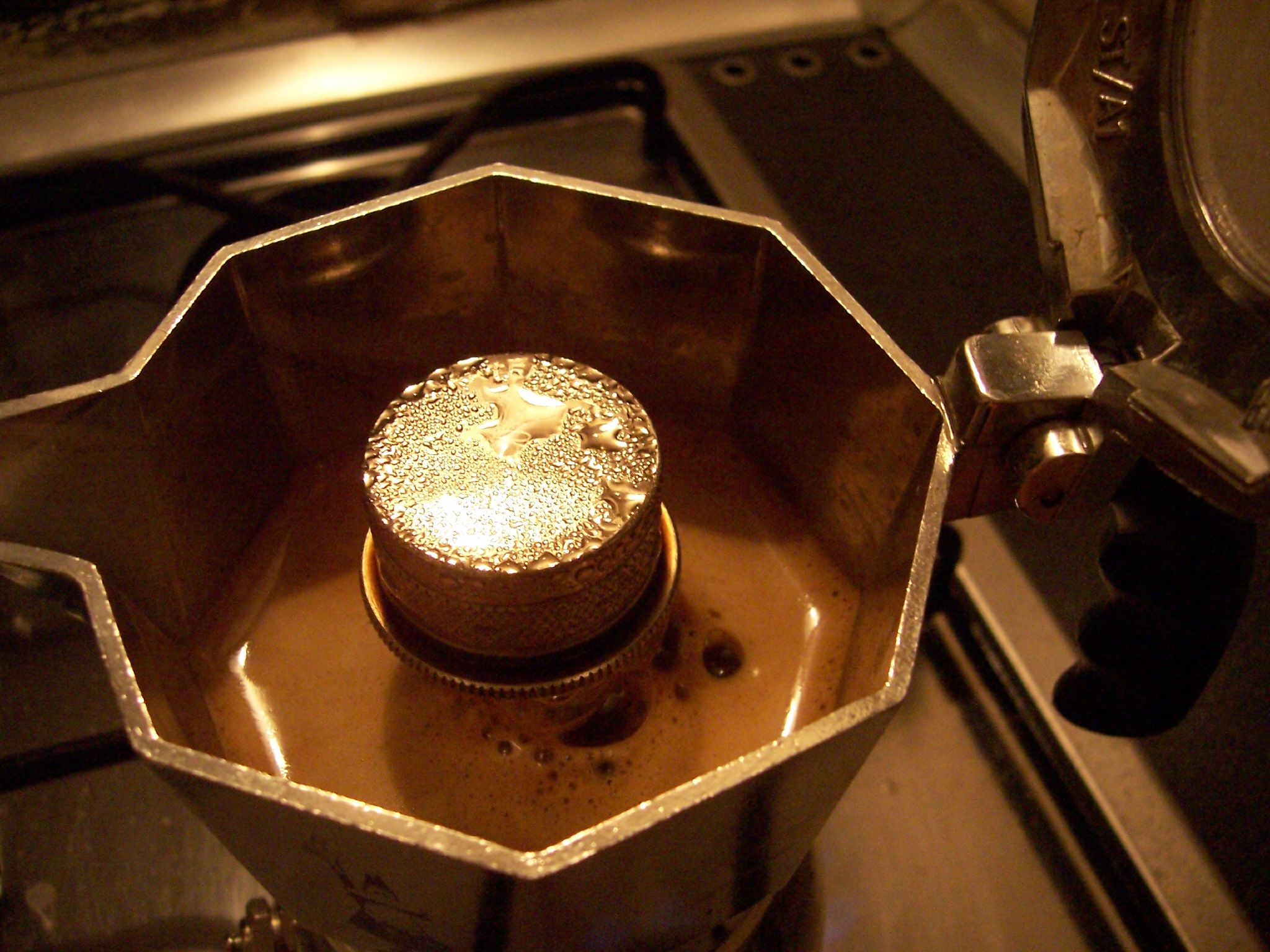
Brikka

Brikka é uma cafeteira moka modificada fabricada por Bialetti. Incorpora um mecanismo de bloqueio sobre o bocal que permite que se forme pressão na câmara de água de forma similar às antigas panelas de pressão. Isso provoca o aumento da pressão da água fluindo através do café moído, e incrementa a temperatura da água mais além do ponto de ebulição, o que dá lugar a uma temperatura de extração maior.
Mukka Express é uma cafeteira moka modificada também fabricada por Bialetti que permite a mistura de leite durante a elaboração do café. Mukka é um jogo de palavras a partir da palavra italiana para vaca (mucca).